# SN 2001co
SN 2001co – supernowa typu Ib/c-pec odkryta 11 czerwca 2001 roku w galaktyce NGC 5559. W momencie odkrycia miała maksymalną jasność 18,50m.